# Großsteingräber bei Mardorf
Die Großsteingräber bei Mardorf waren mehrere megalithische Grabanlagen der jungsteinzeitlichen Trichterbecherkultur bei Mardorf, einem Ortsteil von Neustadt am Rübenberge in der Region Hannover (Niedersachsen). Sie wurden 1816 zur Gewinnung von Baumaterial für den Straßenbau zerstört. Die genaue Zahl ist ebenso wenig überliefert wie die Standorte der Gräber; bekannt ist lediglich, dass es zusammen mit den benachbarten Großsteingräbern bei Schneeren zehn Stück gewesen sein sollen. Über Ausrichtung, Maße und Grabtyp der Anlagen bei Mardorf liegen keine Informationen vor.